# Vatovavy-Fitovinany
2004–2021
Entités précédentes :
- Province de Fianarantsoa

Entités suivantes :
- Vatovavy
- Fitovinany

Vatovavy-Fitovinany est une ancienne région administrative de l'Est de Madagascar. Elle était située dans la province de Fianarantsoa et comprenait six districts : Ifanadiana, Ikongo, Manakara, Mananjary, Nosy Varika et Vohipeno. Son chef-lieu, Manakara, en était aussi la plus grande ville.
Le 11 août 2021, la région est scindée en deux régions distinctes : Fitovinany, avec Manakara comme chef-lieu, et Vatovavy, avec Mananjary.

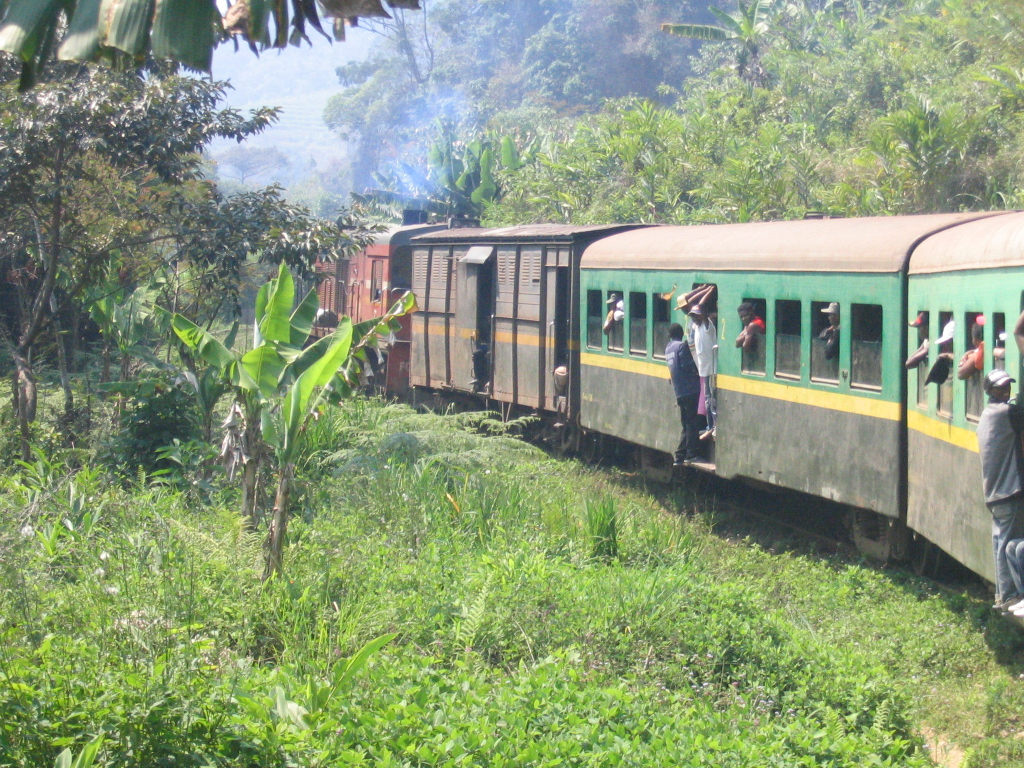
Train reliant Fianarantsoa et Manakara, photographié en novembre 2006

## Géographie
Son chef-lieu était Manakara.
La population de la région était estimée à environ 1 097 700 habitants en 2004, 1 454 863 en 2014, sur une superficie de 19 605 km2.

## Administration
La région était divisée en six districts :
- District d'Ifanadiana
- District d'Ikongo
- District de Manakara
- District de Mananjary
- District de Nosy Varika
- District de Vohipeno

## Histoire
La région est dévastée en 2010 par la tempête tropicale Hubert. Les inondations y font au moins 22 300 sinistrés.
En 2020, un projet de scission est avancé proposant de créer deux régions regroupant chacune trois districts :
- Vatovavy (district de Mananjary, Nosy Varika et Ifanadiana ; la ville de Mananjary serait alors le chef-lieu) ;
- Fitovinany (district de Manakara, Vohipeno et Ikongo ; la ville de Manakara continuerait donc d’être le chef-lieu d’une région cette fois rétrécie).

Ce projet aboutit en 2021 et la scission est officialisée le 11 août de cette même année.

## Patrimoine naturel
La région abritait le Parc national de Ranomafana.